# Gianni Bugno
Gianni Bugno (Brugg, 14 de fevereiro de 1964) é um ciclista retirado italiano de fundo em estrada, profissional desde 1985 até 1998. Corredor versátil, capaz de disputar tanto em corridas de um dia como nas Grandes Voltas.

## Biografia
Durante sua época de ciclista amador conseguiu várias vitórias em Itália, sobretudo nas categorias de perseguição e perseguição por equipas.
Possuía uma boa ponta de velocidade, o que lhe permitiu ganhar por duas vezes consecutivas o Campeonato do Mundo, batendo a corredores da talha de Miguel Indurain ou Laurent Jalabert. Também entre seus lucros está o ter ganhado o Giro de Itália, sem ceder a maglia rosa desde a primeira até a última etapa. Foi um grande animador do Tour de França. Conseguiu ganhar etapas nas três grandes voltas, conseguindo impor-se duas vezes na mítica cume francesa de Alpe D'Huez.
O rendimento de Bugno nas grandes voltas viu-se ensombrecido pelo domínio de Miguel Indurain, do qual foi, junto a Claudio Chiappucci, o principal rival nos anos 1991 e 1992. Depois do Tour de França 1992, que tinha preparado durante toda a temporada, Bugno começou a se dedicar, a cada vez mais, às carreiras de um dia, ainda que no Giro de 1994 também foi protagonista, sobretudo em suas primeiras etapas. Durante seus últimos anos de profissional, actuou com humildade como gregário de luxo na equipa Mapei.
Destacou pela cavalheirosidade das suas declarações, deixando dedicado as duas etapas ganhadas na Volta a Espanha a seu grande rival, Miguel Indurain. No 1996 por sua recente retirada e no ano 1998 pelo falecimento do seu pai.

### Depois da retirada
Depois de retirar do mundo profissional, dedicou-se ao voo, convertendo-se em piloto de helicóptero, participando inclusive como piloto nas retransmissões de ciclismo, por exemplo no Giro de Itália compartilhando esse trabalho com o da presidência da Associação Internacional de Ciclistas. Ademais, durante 2004 foi director desportivo do De Nardi.

## Palmarés
| 1985 - Grande Prêmio della Liberazione 1986 - Giro dos Apeninos - Giro do Friuli - Giro do Piamonte 1987 - Giro dos Apeninos - 1 etapa do Giro do Trentino - Coppa Sabatini - Grande Premeio Cidade de Camaiore - Possagno 1988 - Giro dos Apeninos - 1 etapa do Tour de Romandía - 1 etapa do Tour de #o França - Coppa Agostoni - Giro Reggio Calabria, mais 1 etapa - G. P. Verona - Orsenigo - Albino 1989 - 2º no Campeonato de Itália em Estrada - 1 etapa do Giro de Itália - Tre Valli Varesine - G. P. Marostica (Trittico Premondiale) - Omnium Dalmine - Ruota D'Ouro 1990 - Copa do Mundo - Giro de Itália, mais 3 etapas e classificação por pontos - Milão-San Remo - 2 etapas do Tour de #o França - Giro do Trentino, mais 1 etapa - Wincanton Classic - 3º no Campeonato Mundial em Estrada - Peer - Orsenigo - Fivizzano - Ranking UCI 1991 - Giro do Friuli - Campeonato de Itália em Estrada - Clássica de San Sebastião - 2º no Tour de #o França, mais 1 etapa - 3 etapas do Giro de Itália - Euskal Bizikleta, mais 1 etapa - 1 etapa da Volta a Burgos - Campeonato Mundial em Estrada - Memorial Nencini a Passo da Futa - Boxmeer - Circuito dei Lariano - Omnium de Bassano do Grappa - Laureat du Challenge San Silvestro d´Oro - Ranking UCI | 1992 - Milão-Turín - 1 etapa da Volta a Suíça - 3º no Tour de França - Campeonato Mundial em Rota - Giro d'Emilia - Giro de Lazio - Vandoeuvre-lhes-Nancy - Criterium de Alcobendas 1993 - 1 etapa da Volta a Galiza - 2º no Campeonato de Itália em Estrada - 1 etapa da Euskal Bizikleta - G. P. Baden-Baden - G. P. Kanton Aargau - Critérium de Monein - Critérium de Dijon - Derny- IKO-Rad Gala 1994 - Tour de Flandes - 1 etapa da Euskal Bizikleta - 1 etapa do Giro de Itália 1995 - Campeonato de Itália em Rota - Troféu Matteotti - Tour do Mediterráneo, mais 2 etapas - Coppa Agostoni - Prêmio Pordenone 1996 - 1 etapa da Volta a Suíça - 1 etapa do Giro do Trentino - 1 etapa do Giro de Itália - 1 etapa da Volta a Espanha 1997 - 1 etapa do Tour de Langkawi 1998 - 1 etapa da Volta a Espanha - Circuito dei Campi Bisenzio - GP Suzuka |

## Resultados em Grandes Voltas e Campeonato do Mundo
| Carreira           | 1985 | 1986 | 1987 | 1988 | 1989 | 1990 | 1991 | 1992 | 1993 | 1994 | 1995 | 1996 | 1997 | 1998 |
| ------------------ | ---- | ---- | ---- | ---- | ---- | ---- | ---- | ---- | ---- | ---- | ---- | ---- | ---- | ---- |
| Giro de Itália     | -    | 41º  | Ab.  | Ab.  | 23º  | 1º   | 4º   | -    | 18º  | 8º   | -    | 29º  | 75º  | 50º  |
| Tour de France     | -    | -    | -    | 62º  | 11º  | 7º   | 2º   | 3º   | 20º  | Ab.  | 53º  | -    | -    | -    |
| Volta a Espanha    | -    | -    | -    | -    | -    | -    | -    | -    | -    | -    | -    | 56º  | 95º  | 75º  |
| Mundial em Estrada | -    | 81º  | 62º  | 52º  | 8º   | 3º   | 1º   | 1º   | Ab.  | -    | Ab.  | 12º  | 56º  | 51º  |

-: não participa
Ab.: abandono

## Reconhecimentos
- Mendrisio de Ouro (1990)
- Bici d´Oro (1991)
- Melhor desportista italiano (1991)
- Prêmio Deportividad Tour de #o França (1993)
- Foi designado como um dos ciclistas mais destacados da história ao ser eleito no ano 2002 para fazer parte da Sessão Inaugural do Cycling Hall of Fame da UCI.